# Louis d'Affry
Le comte Louis Auguste Philippe Frédéric François d'Affry, né à Fribourg, le 2 août 1743 et mort dans la même ville le 26 juin 1810, est une personnalité politique suisse. Il est également le premier landamann suisse sous le protectorat français.

## Biographie
Après ses études, il rejoint la compagnie des gardes suisses de son père Louis-Auguste d'Affry en 1758 avant d'en prendre le commandement en 1766 et d'être nommé maréchal de camp en 1784. De retour au pays dès 1785, il se lance dans la politique avant d'être promu commandant des troupes fribourgeoises levées lors de l'invasion française du 23 janvier 1798. Il s'oppose à la République helvétique lors de sa création en 1799 et se retrouve membre de la « Consulta » convoquée en 1802 par le premier consul Bonaparte. Après la proclamation de l'Acte de médiation, il est nommé en 1803 par Bonaparte comme premier landaman de la Suisse (poste qu'il retrouvera en 1809), au titre d'avoyer du canton de Fribourg qui est le premier canton à accueillir la Diète tournante. Auparavant, il reçoit du médiateur les pleins pouvoirs afin de mettre en œuvre les décisions prises par l'Acte de médiation. Après avoir assuré la première présidence annuelle, il est chargé de missions diplomatiques auprès de l'empereur Napoléon en 1804, 1805 et 1810. À l'issue de cette dernière audience le 17 juin 1810, l'empereur le fait Commandeur de la Légion d’honneur ; dix jours plus tard, de retour à Fribourg, il meurt chez lui dans la nuit du 26 juin.
Son fils Charles sera également militaire au service de la France sous l'Ancien Régime, le Premier Empire et la Restauration.